# Sony Ericsson K810
El K810 es un teléfono móvil perteneciente a la Familia "K" de Sony Ericsson, con tecnología Cybershot, anunciado en junio de 2007, como sucesor de los modelos K790/K800.

## Descripción
El K810 en un celular 3G(UMTS 2100 EUROPA), cuenta con una cámara de 3.2MP con interfaz Cybershot, flash de xenón integrado y autofocus led.
Posee radio FM con RDS, Bluetooth en perfil A2DP, Infrarrojos.
Es considerado, aún, como un terminal de rango alto, aunque obviamente se ha visto eclipsado por modelos superiores y más sofisticados como su sucesor, el K850, con una cámara de 5MP, o los equipos de la familia "C", enfocados totalmente a la fotografía y tecnología CyberShot.
Pero, hoy en día muchos lo han tomado como el fin de la etapa madura de los Sony Ericsson con cámara de 3MP

## Características

### General
Lanzamiento
- Junio de 2007

En producción
- No, descontinuado

Bandas de operación
- UMTS
- GSM 900/800/1900

Dimensiones (mm)
- 106 x 48 x 17

Peso (g)
- 115

Batería
- Estándar Li-Ion 950 mAh (BST-33)

Autonomía en espera (H)
- 400

Autonomía en conversación (H)
- 10 [En GSM]

Certificación tasa específica de absorción (SAR)
- Si

### Diseño
Pantalla color
- Si

Tipo de pantalla
- TFT

Colores
- 262.144

Resolución (píxeles)
- 240 x 320

Teclado
- Alfanumérico, estándar Sony Ericsson

### Memoria
Contactos
- Memoria en SIM 250
- Memoria en el teléfono 1000

Memoria dinámica
- 64 MB memoria interna compartida [Puede variar dependiendo el operador]

Registro de llamadas
- Llamadas realizadas 30
- Llamadas recibidas 30
- Llamadas perdidas 30

Memoria SMS
- 250 mensajes

Memoria agenda/tareas
- 1000

Ampliación de memoria
- Slot para tarjetas M2 [Hasta 4Gb]

### Organizador
- Calendario
- Lista de tareas/agenda
- Calculadora
- Reloj
- Alarmas